# Келб Али-хан Кенгерли
Келб Али-хан Кенгерли (азерб. Kəlbəli xan Kəngərli, перс. کلبعلی خان کنگرلو) — хан Нахичеванского ханства, правил с перерывами около 25 лет. Известен своей борьбой за власть с двоюродным братом Аббас Кули-ханом.
Келб Али-хан был в своё время ослеплён по приказу Ага-Мохаммед шаха, что вызвало в его семье естественную ненависть к династии Каджаров. В результате его сын, правитель ханства, Эхсан-хан Нахичеванский вместе с братом Шейх Али-беем добровольно перешёл на сторону Российской империи, оказав важную помощь в войне с Ираном.

## История

### Ослепление
Происходил из племени Кенгерли, родился в семье Гейдар Кули-хана Кенгерли. В 1787—1796 годах управлял ханством совершенно независимо, хотя в другое время находился в вассальной зависимости от Ирана, он всегда старался реализовать свои идеи, часто не следуя слову шаха, в связи с чем в 1807—1812 годах уже во второй раз находился в заключении в Тегеране.
Когда-то Ага-Мохаммад шах также заключил его в тюрьму, выколов ему глаза в 1796—1797 годах, потому что шах написал письмо ханам и потребовал в заложники одного из них. Келб Али-хан отправил шаху своего двоюродного брата Аббас Кули-хана в качестве заложника. Тогда, возвращаясь из Тифлиса, шах позвал Келб Али-хана в свою палатку, выколол ему глаза и взял в плен, а на должность в Нахичеванском ханстве поставил Аббас Кули-хана. Однако уже в 1812 году сын шаха Аббас-Мирза, недовольный услугами Аббас Кули-хана, сверг его и казнил в Тегеране.
Аббас-Мирза, не нашедший другой альтернативы Нахичеванскому ханству, в очередной раз назначил Келб Али ханом и заставил его служить ему с полной лояльностью. В 1816 году генерал Ермолов и дипломат Грибоедов посетили ханский дворец, поделились с Келб Али-ханом своими взглядами и выразили недовольство Ираном, Ермолов дважды останавливался в Нахичевани в доме слепого Келб Али-хана во время своего посольства в Персию.

### Между Российской империей и Ираном
В 1797—1801 годах Келб Али-хан, живший в Ереване, оказал влияние на Мухаммед-хана Эриванского, получил право голоса в управлении ханством и завоевал уважение. Между тем нахичеванский хан более настойчиво старался подтвердить правомочность своих действий. 26 мая 1802 года Келб Али-хан посылает письмо главноуправляющему Кноррингу, в котором говорит, что он не враг Российской империи, но враждует с карским Мемедом-пашой, потому что тот дружил с его врагами, несмотря на то, что по его просьбе бейлербей выпросил у султана помилование для Мемеда-паши. Он же в знак благодарности вместе с курдскими племенами под предводительством Келб Али-аги опустошил принадлежащие персидскому шаху территории Хойского ханства. Шах решил наказать Келб Али-агу, однако тот сбежал в Карс, а паша не захотел выдать его Персидскому государству. Теперь Келб Али-хан собирался наказать карского пашу таким образом, что наказание было бы приемлемо как для султана, так и персидского шаха (,,Акты", 1866: 625—626).
Однако в июле 1802 года российские войска, расположенные в Грузии, оказали содействие войскам карсского паши в отражении набега Нахичеванского Келб Али-хана.
Полковник Асеев от 4 июля 1802 года рапортовал Небольсину, «что из Нахичевани Келб Али-хан со многим числом войск занял дороги, лежащие к Мегри, и путь к полковнику Котляревскому пресечён». Вследствие всего этого Асеев просил у Небольсина подкрепить батальон Парфенова, «дабы можно было дать сикурс Котляревскому», и предупреждал, что «в случае даже малой удачи неприятеля карабахский народ выйдет из повиновения».
6 февраля 1803 года Цицианов писал Аббас-Кули хану о Келб-Али-хане: «Наконец должен сказать, что мне необходимо нужно иметь в своих руках Келб-Али-хана, который в прошлом году столь многое сделал мне помешательство, да и теперь можно почти ожидать, что он не оставит происками своими вредить пользам вашего высокостепенства, если вы к тому средство какое предвидите, прошу сообщить мне о том». На это Аббас-Кули Хан отвечал: «В рассуждении же Келб-Али-хана, недостойного вами упоминания, изволили писать, кто он такой и что он может сделать? Бог даст, что он связанный прислан будет к вашей светлости». С выдачей Цицианову заложника Аббас Кули-хан тянул, требуя, в свою очередь, от князя дополнительных гарантий в виде Императорской жалованной грамоты: «…Что ж касается до моей медленности, что я поздно вашу светлость стал утруждать, было причиной то, что так как Баба-хан — человек глупый и недоразумлевый, то я полагал, что из находящихся у него аманатов освободит кого-нибудь»; «…теперь же прошу, сделав мне милость, прислать ко мне грамоту в рассуждении утверждения меня на Нахичеванское ханство, наставление и халат чрез вашего какого человека,… и также приказать майору, чтобы он приехал ко мне вскорости и вместе со мною отправился бы в Нахичевань».
Главнокомандующему князю Цицианову хан писал следующее: «… Так я отклонен от Персиян, что хотя бы они были боги и тогда бы я не поклонился им, ибо их знаю и много служил им, но они в воздаяние моей службы лишили меня глаз, и если бы я знал, что из тамошнего края не возвратятся назад (то есть если русские не уйдут из Грузии) подобно возвращению графа Зубова, от чего разорились дома наши, то я буду служить Русским. Обо мне извещен князь Цицианов с худой стороны. Если русские утверждены в Грузии, то чтоб его светлость написал ко мне; я ещё буду готов к услугам Государевым. Я должен отправиться 28-го дня к шаху, но причиною моему отправлению в Персию есть то, чтоб привёл я Даниила патриарха в Нахичевань, в Предтечевский монастырь, и будьте в сем уверены».
Фетх-Али шах прислал Келб Али-хану фирман с требованием принять участие в «наказании и исправлении вероломного русского племени, отражении и устранении интриг и упорядочении дел в важнейшей провинции Грузии», однако хан отклонил распоряжение персидского владыки. Не подействовали на него и угрозы казни его старшего сына — Назар-Али Бека, находившегося у шаха в аманатах, ни обещание насильственно выселить кенгерлинцев из Нахичевани. Слепой правитель твёрдо стоял на принципе не скрещивать оружия с россиянами. В марте 1804 года передовой отряд персидской армии во главе с Пир-Кули ханом вновь выдвинулся в Нахичеванское ханство и овладел его столицей. Келб Али-хан, как и в прошлый набег неприятеля, загодя покинул Нахичевань и укрылся в Ереване.

### Возвращение патриарха
Мятежным ханам было направлено письмо, в котором предлагалось немедленно покориться и с повинными головами прибыть в Тебриз. В противном случае шах грозил смертью их сыновьям. Весной 1804 года Цицианов попытался присоединить Нахичеванское ханство, и 5 мая он предложил слепому хану следующие условия перехода под власть Российской империи: выслать скрывавшегося в ханстве армянского «лжепатриарха» Давида и провозгласить патриархом Даниила, допустить гарнизон в крепость Нахичевань и согласиться на выплату 80 тысяч рублей в год. Взамен Келб Али-хан и его наследники признавались полноценными правителями, теряя лишь возможность выносить смертные приговоры. Российская империя обязывалась охранять Нахичевань от посягательств извне, а также приложить все усилия для выкупа семьи хана, находящейся в руках персов. Однако Келб Али-хан тянул с ответом, надеясь получить максимальную выгоду от обострившегося противостояния России и Персии.
Хотя ответное письмо не было найдено, позже хан отправился в Тегеран и привёз патриарха Даниила в Нахичевань. Однако Мухаммед-хан Эриванский избрал католикосом Давида вместо Данила, который был заключен в тюрьму на 8 лет, а Даниила в Ереван не пускал, и в 1804—1805 годах Даниил жил в Нахичеване. После свержения Мухаммед-хана Даниил вернулся в Ереван. Во время пребывания Даниила в Нахичеване, Келб Али-хан построил для него церковь.
Воспользовавшись отъездом Келб Али-хана в Тегеран в 1804 году, сын шаха Аббас-Мирза привёл к власти Аббас Кули-хана в Нахичеванском ханстве в 1808—1812 годах, а после свержения Мухаммад-хана Эриванского, Фетх Али-шах временно передал управление Эриванским ханством Келб Али-хану.

### Отношения с Российской империей
Прибывший 8 июля 1804 года к Цицианову преданный нам Джафар-Кули-хан Хойский сообщил главнокомандующему о сношениях находившегося в Ереване Келб Али-хана Нахичеванского с Баба-ханом Персидским, извещая последнего об опасности, угрожавшей Аббас-Мирзе. Баба-хан, наскоро собрав около 15 тысяч человек из Хоя и Тавриза, поспешил на помощь сыну и 14 июля соединился с ним на реке Гарничае.
14-го августа того же года Цицианов направил Аббас Кули-хану «Обращение к нахичеванским ахундам, муллам, бекам и старшинам», в котором убеждал их в прелестях российского подданства. О Келб Али-хане в бумаге говорилось следующее: «…Что же касается до Келб Али-хана, вы видите, сколько он вам разорения делает, целые два года приводя в ваши пределы персиян, потравляющих ваш хлеб и лишающих вас пропитания, а что хуже всего, что может быть и переселят вас как эриванцев, по его коварству».
Келб-Али Хан продолжал слать Цицианову заверения в своей преданности. Летом 1805 года он вновь попал у персидского принца в опалу и вынужден был укрыться в Ереване. Оттуда в августе хан передал россиянам тайное послание через бежавшего в Грузию армянского юзбаши: «…Келб Али-хан же дал мне слово и присягнул, — доносил юзбаши князю Цицианову, — что он желает вступить в высокое покровительство великого Императора Российского, с тем, что когда его примете в покровительство своё, то чтобы опять был возведён на ханство Нахичеванское и тогда какая угодно будет вашей светлости подписка, я могу взять у него и представить к вам, и при взятии Эривана может он дать пособие».
21-го августа Келб Али-хан вновь передает россиянам, что намерен, в случае их продвижения к Эривани, выйти со своими воинами навстречу и в дальнейшем содействовать во взятии крепости. Подтверждая свои слова, он с приближёнными людьми оставляет ереванскую цитадель и разбивает лагерь за крепостными стенами. Однако Цицианов на новый поход в ханство не решается и предложения слепого кенгерлинца не принимает. Хан в начале сентября 1805 года уезжает в Нахичевань, где возвращается к своей обычной деятельности.
Несмотря на явную тягу к Российской империи, хан продолжает выполнять определённые обязательства перед Ираном. Так, есть сведения, что в 1805 году хан был послан Фетх-Али шахом против вторгшихся на территорию Хойского ханства войск баязетского паши. А в ноябре того же года, присоединив к своему племени несколько сотен ереванских курдов, он делал попытку отбить у летучего российского отряда, пробравшегося за Аракс, семью и подданных Джафар Кули-хана Хойского.

### После смерти Цицианова
После смерти Цицианова в Баку, хан налаживает контакт с офицерами приграничных воинских подразделений и списывается через Джафар Кули-хана Хойского с занявшим пост Цицианова графом Гудовичем. Как и прежде, это не мешает ему выполнять на благо Персии свои привычные функции. Известен его приказ о сборе 500 кенгерлинских всадников для дальнейшего направления их в распоряжение Аббаса-Мирзы, во главе с сыном Назар-Али, получившим к тому времени титул хана.
10-го октября 1806 года один из соратников графа Гудовича генерал-лейтенант барон Розен сообщал главнокомандующему, что «Келб-Али-хан нахичеванский и курдские народы ожидают только прибытия российских войск к Эривани в намерении по примеру Дербента и Кубы вступить в подданство Его Императорского Величества». Разрыв нахичеванского хана с Каджарами усугублялся. Узнав о тайной переписке Келб-Али Хана с русскими, Фетх-Али шах «пригласил» его в Тегеран. Слепой кенгерлинец воле шаха не подчинился. «Нахичеванский владелец Калбали-хан ослушавшись троекратного приглашения Баба-хана о прибытии к нему в Тегеран и рассердивши сим Баба-хана, вооружил его против себя, ибо Баба-хан хочет теперь взять его насильно», писал 14-го ноября 1806 года графу Гудовичу генерал-майор Портнягин.
В первых числах марта 1807 года кенгерлинцы во главе с Келб Али-ханом, соединившись с конницей шейха ереванских курдов Хусейн-Аги, выступили к юго-западной границе Эриванского ханства. Их целью было оказать помощь одному из курдских вождей — Абдул-Аге, атакованному силами баязетского паши и эрзерумского сераскира. После завершения военной операции нахичеванский правитель посетил Ереван, где неожиданно был задержан Хусейн Кули-ханом Каджаром. Арест был произведён по приказу Аббаса-Мирзы, недовольного отказом слепого хана впустить в Нахичевань персидские войска. Вплоть до декабря 1807 года кенгерлинец со всей семьёй содержался в Ереване, а затем был отправлен к наследнику Персии в Тебриз.
Вопреки политической логике, Аббас-Мирза неожиданно освободил Келб Али-хана из-под стражи и позволил возвратиться в Нахичевань, в ханский дворец. По-видимому, эта милость была приобретена ценой отказа от владетельных прав. Как только персидские стрелки вошли в Нахичевань, Келб Али-хан был схвачен. В начале апреля 1807 года он, вместе со всей семьёй, был отправлен в Иран. Вскоре разнесся слух, что Фетх-Али шах его казнил.
Спастись удалось лишь одному из сыновей слепого хана — Шейх Али-бею, который с несколькими приближёнными бежал в Карабах. Там он, в присутствии командующего русскими войсками в Карабахе полковника Асеева, был приведён к присяге «на вечную верность подданства Его Императорского Величества». Граф Гудович потребовал от Мехти-Кули хана Карабахского выделить Шейх Али-бею с его людьми несколько селений для жительства, что и было исполнено. Новым правителем Нахичеванского ханства персидское правительство опять назначило небезызвестного Аббас Кули-хана Кенгерли.

### Последние годы
В дальнейшем Келб Али-хан оказывал небольшие услуги россиянам; им был доволен глава дипломатической миссии в Персии Мазарович. Тем не менее, всячески стараясь поддерживать дружеские отношения с администрацией Ермолова, слепой кенгерлинец не желал без надобности навлекать на себя гнев шаха и Аббаса-Мирзы. Это хорошо иллюстрирует следующий случай. Когда секретарь поверенного в российских делах в Иране Грибоедов в 1819 году выводил из Ирана в Грузию пленных российских солдат прошедшей войны, то неожиданно получил в Нахичевани холодный приём. Дело было в том, что Аббас-Мирза не приветствовал возвращение России этих пленников, и хотя вынужден был, по Гюлистанскому договору, выдать Александру Сергеевичу фирман на их следование к границе, но все пограничные начальники, в том числе и Келб Али-хан, получили указание уклоняться от помощи отряду Грибоедова.

## О нём
Был искусным дипломатом. Выступил строителем ряда архитектурных памятников, среди которых дворец нахичеванских ханов (1760 год), церковь Сурб Геворг и др. Российский министр в Грузии статский советник Коваленский писал в Санкт-Петербург: «Сей хан славится своею предприимчивостью, храбростью и велеречием, человек дерзкий, злой и коварный», а сосед нахичеванцев — ахалцихский паша — информировал российские власти, что Келб Али-хан «по бешенству своему, не разбирая ни войск Императорских, враждует на всех хищнически».

## Смерть
В 1820 году, предчувствуя скорую смерть, Келб Али-хан оставил свой пост и отправился в паломничество. По семейной легенде, он скончался по возвращении из хаджа близ Тебриза в 1823 году. Преемником его стал старший сын, который, по воле Аббаса-Мирзы, был вскоре сменён более преданным Керим-ханом Кенгерли.

## Потомки
У Келб Али-хана было 6 сыновей: Эхсан-хан, Шейх Али-хан, Назар Али-хан, Фараджулла-хан, Мехди-ага, Искендер-бей. Дед Исмаил-хана, Келбали-хана Нахичеванских и Гончабейим.